# Вилалба
Вила̀лба (на италиански: Villalba, на сицилиански Villarba, Виларба) е село и община в Южна Италия, провинция Калтанисета, автономен регион и остров Сицилия. Разположено е на 620 m надморска височина. Населението на общината е 1727 души (към 2012 г.).